# Sahyadrimetrus tikaderi
Espèce
Sahyadrimetrus mathewi est une espèce de scorpions de la famille des Scorpionidae.

## Distribution
Cette espèce est endémique du Tamil Nadu en Inde.

## Description
Le mâle holotype mesure 101,9 mm, les mâles mesurent de 101,9 à 111,5 mm et les femelles de 107,0 à 108,2 mm.

## Étymologie
Cette espèce est nommée en l'honneur de Binoy Krishna Tikader.

## Publication originale
- Prendini & Loria, 2020 : « Systematic revision of the Asian Forest Scorpions (Heterometrinae simon, 1879), revised suprageneric classification of Scorpionidae Latreille, 1802, and revalidation of Rugodentidae Bastawade et al., 2005. » Bulletin of the American Museum of Natural History, no 442, p. 1-480 (texte intégral).